# Ái lực hóa học
Trong vật lý hóa học và hóa học vật lý, ái lực hóa học là thuộc tính điện tử mà các chất hóa học không giống nhau có khả năng hình thành các hợp chất hóa học. Ái lực hóa học cũng có thể đề cập đến xu hướng của một nguyên tử hoặc hợp chất kết hợp bằng phản ứng hóa học với các nguyên tử hoặc hợp chất không giống như thành phần.

## Lịch sử

### Lý thuyết ban đầu
Ý tưởng về ái lực là vô cùng lâu đời. Nhiều nỗ lực đã được thực hiện để xác định nguồn gốc của nó. Tuy nhiên, phần lớn các nỗ lực như vậy, ngoại trừ một cách chung chung, kết thúc vô ích vì "ái lực" nằm ở nền tảng của tất cả các phép thuật, do đó có từ khoa học thời cổ đại. Tuy nhiên, hóa học vật lý là một trong những ngành khoa học đầu tiên nghiên cứu và xây dựng một "lý thuyết về ái lực". Tên affinitas lần đầu tiên được sử dụng theo nghĩa ái lực hóa học của nhà triết học người Đức Albertus Magnus gần năm 1250. Sau đó, những người như Robert Boyle, John Mayow, Johann Glauber, Isaac Newton và Georg Stahl đưa ra những ý tưởng về ái lực tự chọn trong nỗ lực giải thích sự phát triển của nhiệt trong các phản ứng đốt cháy.
Thuật ngữ ái lực đã được sử dụng theo nghĩa bóng từ khoảng 1600 trong các cuộc thảo luận về mối quan hệ cấu trúc trong hóa học, triết học, v.v., và tham chiếu đến "sức hút tự nhiên" là từ năm 1616. "Ái lực hóa học", trong lịch sử, đã đề cập đến "lực" gây ra các phản ứng hóa học. cũng như xu hướng kết hợp ″ của bất kỳ cặp chất nào. Định nghĩa rộng, được sử dụng chung trong suốt lịch sử, rằng ái lực hóa học là tính chất nhờ đó các chất xâm nhập hoặc chống lại sự phân hủy.
Thuật ngữ hóa học hiện đại là một biến thể được sửa đổi đôi chút của "ái lực tự chọn" được nói đến ở thế kỷ 18 hoặc các hấp dẫn tự chọn, một thuật ngữ được sử dụng bởi giảng viên hóa học thế kỷ 18 William Cullen. Dù Cullen có đặt ra cụm từ này không rõ ràng hay không, nhưng cách sử dụng của ông dường như có trước hầu hết những người khác, mặc dù nó nhanh chóng trở nên phổ biến trên khắp châu Âu, và được sử dụng đặc biệt bởi nhà hóa học người Thụy Điển Torbern Olof Bergman trong suốt cuốn sách De attractionibus electivis (1775). Các lý thuyết về ái lực đã được sử dụng theo cách này hay cách khác bởi hầu hết các nhà hóa học từ khoảng giữa thế kỷ 18 đến thế kỷ 19 để giải thích và tổ chức các sự kết hợp khác nhau mà các chất có thể xâm nhập và từ đó chúng có thể được lấy ra. Antoine Lavoisier, trong tác phẩm nổi tiếng năm 1789 Traité Élémentaire de Chimie (Nguyên tố hóa học), đề cập đến tác phẩm của Bergman và thảo luận về khái niệm ái lực tự chọn hoặc hấp dẫn tự chọn.